# Ariel Ferdinándot csábítja
Ariel Ferdinándot csábítja (eredeti címe: Ferdinand Lured by Ariel) John Everett Millais angol festő alkotása, amely 1850-ben készült el. A festmény jelenleg magángyűjteményben található.

## Téma
A kép Shakespeare A vihar című színdarabjának egy jelenetét ábrázolja az I. felvonás II. jelenetéből, amikor Ariel Ferdinándot, a hajótörést szenvedett királyfit csábítgatja énekével. Ferdinánd számára Ariel láthatatlan marad, ezért nem tudja, honnan ered az ének.
Ariel Ferdinánd sapkáját cibálja, aki két kézzel kapaszkodik abba, miközben Arielt kutatja tekintetével. Bár egyenesen Arielre néz, nem láthatja - amit a festmény úgy érzékeltet, hogy Ariel szinte beleolvad a zöld háttérbe.
A festmény volt Millais első kísérlete arra, hogy a preraffaeliták plein-air stílusában fessen egy képet. A hátteret Oxfordhoz közel, a Shotover Park-ban festette meg. Mint később azt megírta barátjának és preraffaelita testvérének, William Holman Huntnak, a kép "nevetségesen részletekig kimunkált" tájképet ábrázol. Hunt nagy hívője volt az aprólékosan kidolgozott részleteknek és Millais erre utalva írta:
...nagyon aprólékosnak fogod találni, de mégsem elég részletesnek a természethez képest. Ha úgy akarnám megfesteni, amilyen igazából, akkor egy gaz is egy hónapig tartana - de még így is minden levelet és fűszálat egyenként festettem meg.
A festményen ábrázolt Ferdinánd arcához egy másik preraffaelita testvér, Frederic George Stephens állt modellt. Az alak testtartása és ruhája Camille Bonnard Costumes Historiques gyűjteményének 6. darabján alapul, amely elvileg egy 15. századi olasz ifjú ruházatát ábrázolja.
A zöld színű Ariel és a körülötte táncoló természetfeletti denevérek voltak a kép utolsó részletei, amit Millais megfestett. Mivel ezek jelentősen eltértek a kor elvárásaitól (tündérszerű figurák), a kép eredeti megrendelője elállt a vásárlástól. A képet később Richard Ellison műgyűjtő vásárolta meg, majd később Roger Makins, Sherfield bárójának gyűjteményébe került.

## Fordítás
- Ez a szócikk részben vagy egészben  a   Ferdinand Lured by Ariel című angol Wikipédia-szócikk fordításán alapul.  Az eredeti cikk szerkesztőit annak laptörténete sorolja fel. Ez a jelzés csupán a megfogalmazás eredetét és a szerzői jogokat jelzi, nem szolgál a cikkben szereplő információk forrásmegjelöléseként.

## Külső hivatkozások
- Shakespeare: A vihar a MEK oldalán